# Cinnamomum xanthoneurum
Cinnamomum xanthoneurum är en lagerväxtart som beskrevs av Carl Ludwig von Blume. Cinnamomum xanthoneurum ingår i släktet Cinnamomum och familjen lagerväxter. Inga underarter finns listade i Catalogue of Life.